# Ouvrage de Hobling
L'ouvrage de Hobling est un ouvrage fortifié de la ligne Maginot, situé sur la commune de Chémery-les-Deux, dans le département de la Moselle.
C'est un petit ouvrage d'infanterie, comptant quatre blocs. Construit à partir de 1931, il a été épargné par les combats de juin 1940, mais pas par les ferrailleurs.

## Position sur la ligne
Faisant partie du sous-secteur d'Hombourg-Budange dans le secteur fortifié de Boulay, l'ouvrage de Hobling, portant l'indicatif A 23, est intégré à la « ligne principale de résistance » entre les casemates d'intervalle de Huberbusch Sud (C 59) au nord et d'Edling Nord (C 60) au sud, à portée de tir des canons des gros ouvrages d'une part du Hackenberg (A 19), du Mont-des-Welches (A 21) et du Michelsberg (A 22) plus au nord-ouest et d'autre part d'Anzeling (A 25) plus au sud-est.
L'ouvrage est installé sur le versant oriental de la cote 242, surplombant la vallée de l'Anzeling (Anzelingerbach, un affluent de la Nied).

## Description
[[]]
L'ouvrage est composé en surface de quatre blocs de combat dont un sert en même temps de bloc d'entrée, avec en souterrain des magasins à munitions (plusieurs M 2), des stocks d'eau, de gazole et de nourriture, des installations de ventilation et de filtration de l'air, une usine électrique et une caserne, le tout relié par des galeries profondément enterrées. L'énergie est fournie par deux groupes électrogènes, composés chacun d'un moteur Diesel Renault 6-115 (six cylindres, délivrant 54 ch à 750 tr/min) couplé à un alternateur. Le refroidissement des moteurs se fait par circulation d'eau.
Une entrée séparée et une tourelle de 81 mm sont restées à l'état de projet.
Le bloc 1 est une casemate cuirassée d'infanterie, armée avec une cloche JM (jumelage de mitrailleuses) et deux cloches GFM (guetteur fusil mitrailleur).
Le bloc 2 sert en même temps d'entrée et de casemate d'infanterie flanquant vers le nord, avec un créneau mixte pour JM/AC 47 (jumelage de mitrailleuses et canon antichar de 47 mm), un autre créneau pour JM et deux cloches GFM.
Le bloc 3 est un bloc d'infanterie, équipé avec une tourelle de mitrailleuses et une cloche GFM.
Le bloc 4 est un observatoire, équipé avec une cloche VDP (vue directe et périscopique, indicatif O 5).

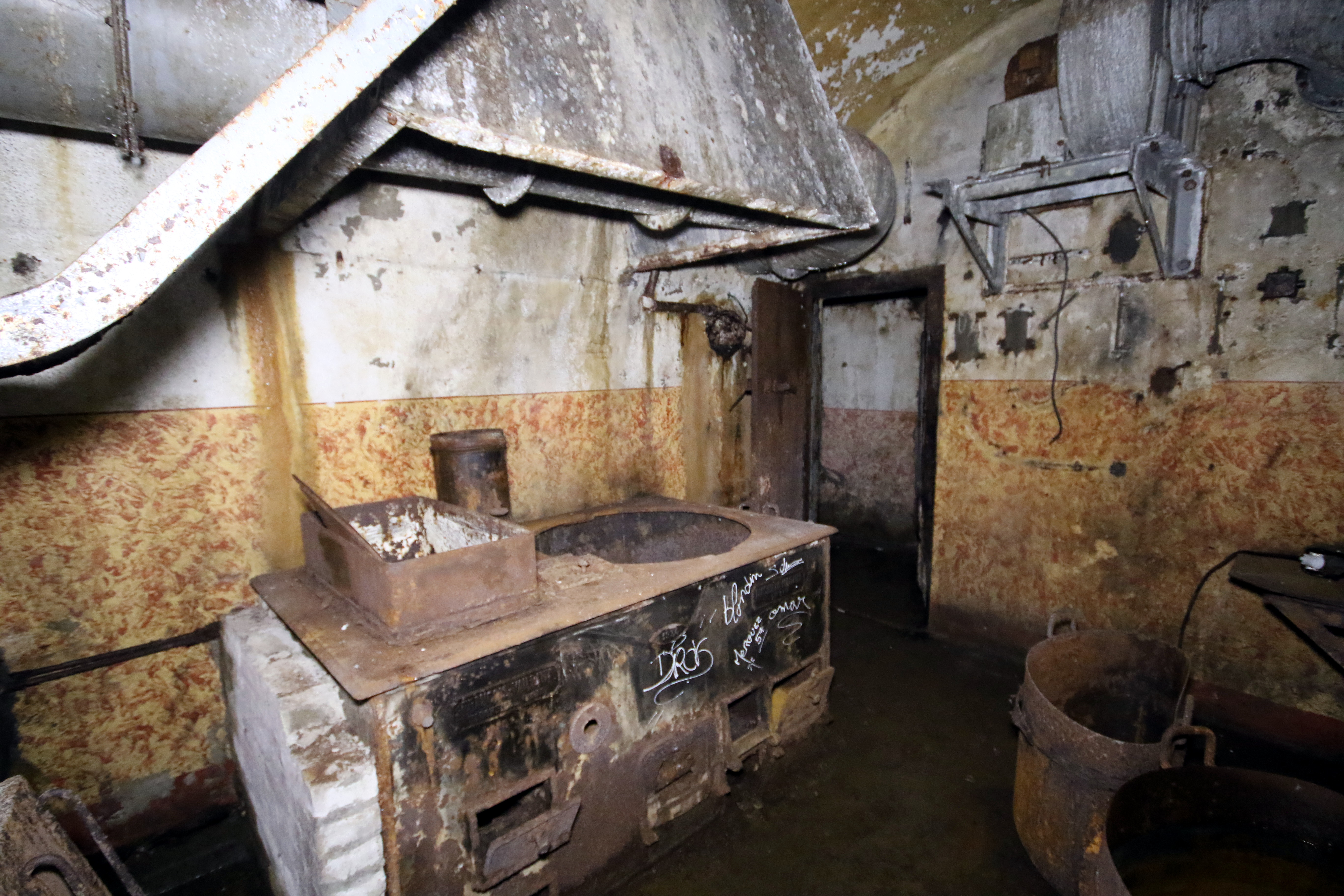
Les restes de la cuisine.
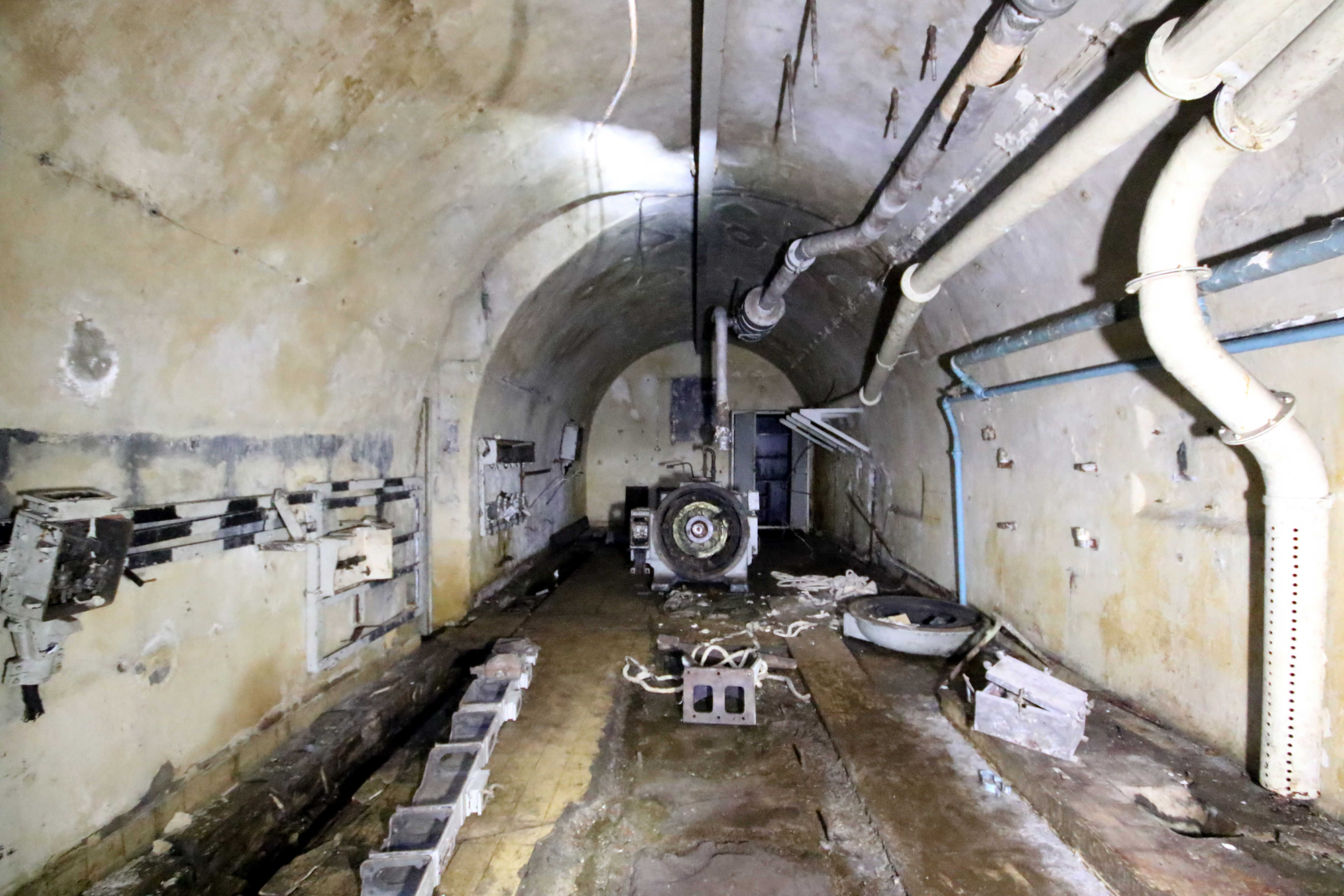
Travée de l'usine.
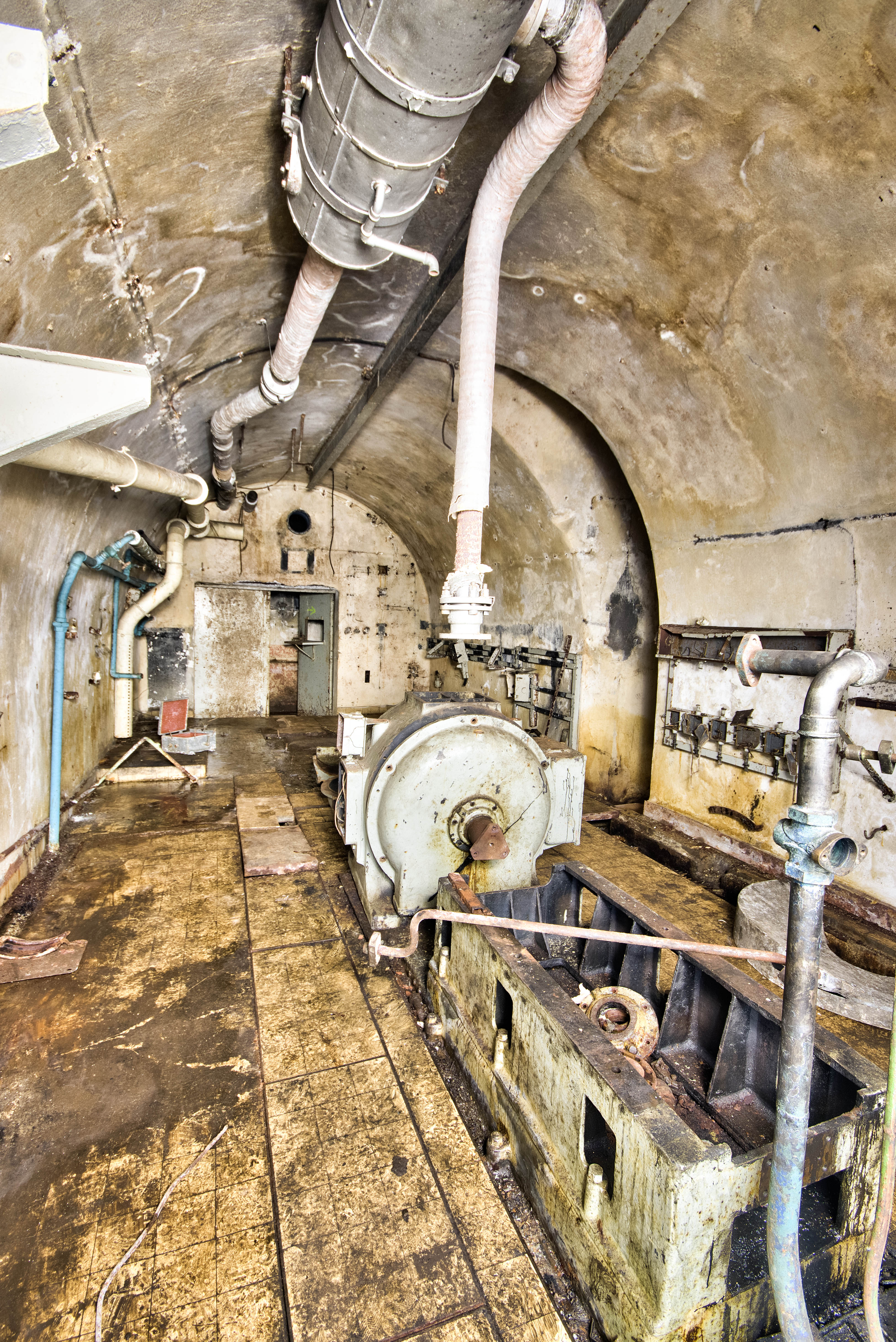
L'usine électrique ruinée
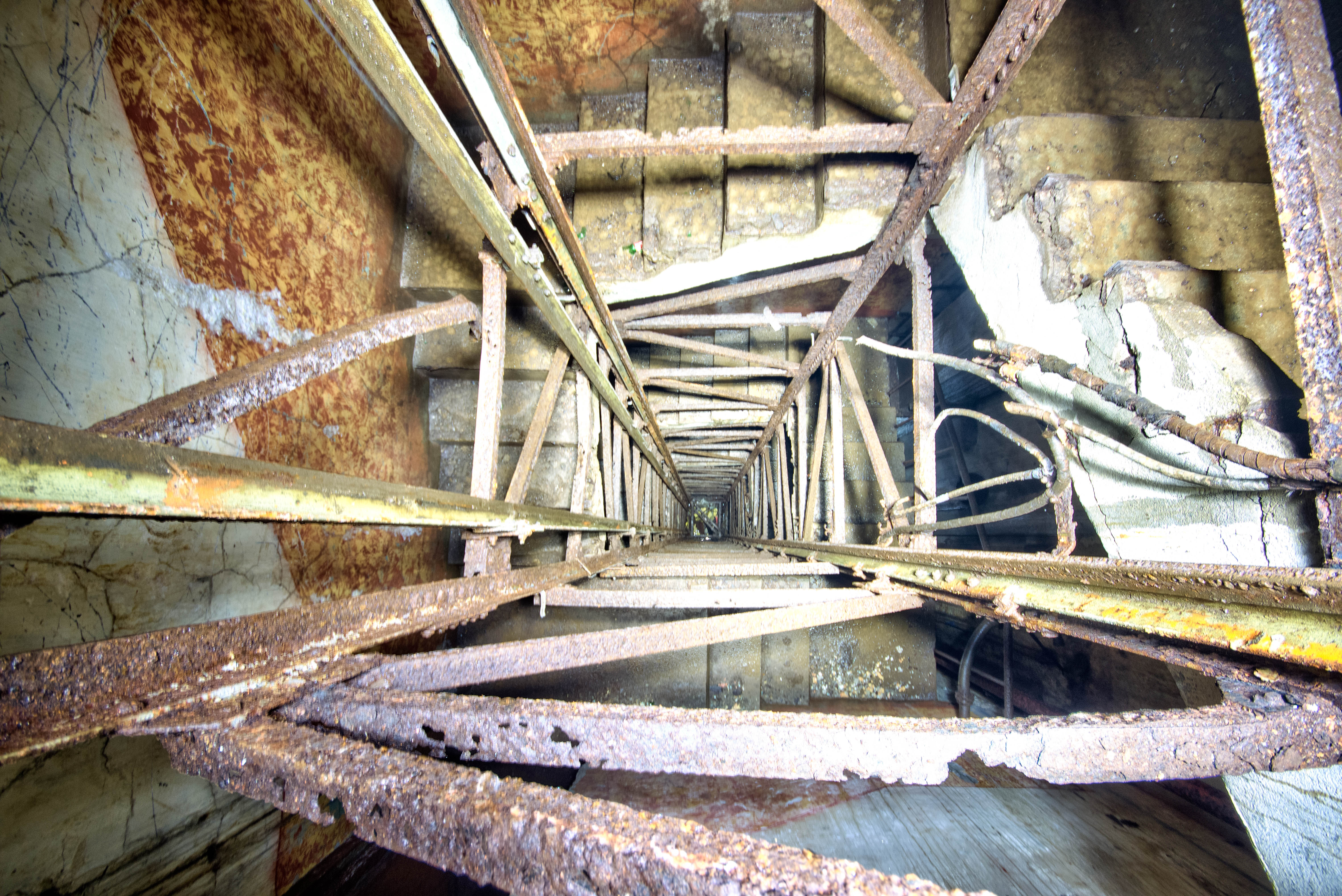
Puits d'accès et du monte-charge
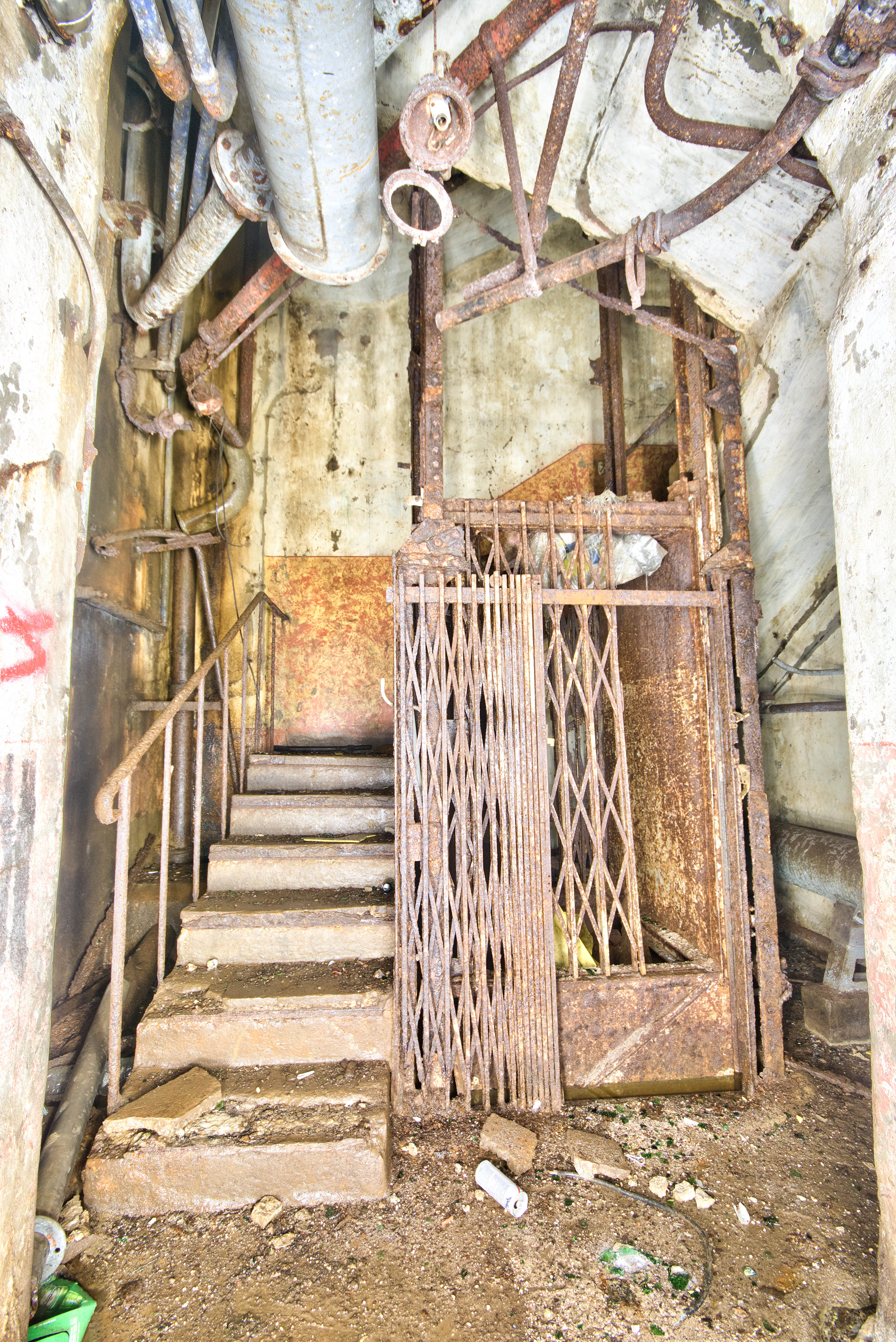
Station basse du monte-charge au niveau de la caserne

## Histoire
Revendu par l'Armée française en 1986, l'ouvrage a été partiellement démantelé, notamment sa tourelle et ses cloches (sauf pour celles des blocs 2 et 4).

## L'ouvrage aujourd'hui
Longtemps resté ouvert et portant les stigmates des démantèlements, il est désormais fermé, pris en charge et revalorisé extérieurement.